# Turnišče
Turnišče (em húngaro:  Bántornya, em alemão:  Thurnitz) é um município da Eslovênia. A sede do município fica na localidade de mesmo nome. As primeiras menções ao local datam do século XIII. Em 1524, se tornou uma vila mercantil e, em 1548, obteve status de cidade.